# Nifuroxazid
A nifuroxazid (INN: nifuroxazide) élénksárga kristályos por. Vízben és diklórmetánban nem, alkoholban kevéssé oldódik.
Bélfertőtlenítő. Fertőzés okozta hasmenés vagy colitis (vastagbélgyulladás(en)) ellen adják. Már a székletminta-vizsgálat eredményének megérkezte előtt felírható.
Gátolja a baktériumok nukleinsavainak előállítását és az energiaháztatásuk normális működését. Nem károsítja a bélflórát, nem okoz rezisztenciát.
A VIII. Magyar Gyógyszerkönyvben Nifuroxazidum    néven hivatalos.  

## Adagolás
Felnőtteknek 800 mg, 6 év fölötti gyermekeknek 600–800 mg naponta, 2–4 adagban, legfeljebb 7 napon keresztül.
Gyermekek esetén abba kell hagyni a szedést, ha 3 nap után sincs javulás.
A megfelelő folyadékbevitelről gondoskodni kell a szedés alatt.
Lázas állapotban, véres vagy nyálkás széklet ill. hányás esetén a szer ellenjavallt.

## Készítmények
A nemzetközi gyógyszerkereskedelemben számos nifuroxazid-tartalmú készítmény kapható.
Magyarországon nincs forgalomban nifuroxazid-tartalmú készítmény.